# Nannatherina
Nannatherina is een monotypisch geslacht van straalvinnige vissen uit de familie van de zaagbaarzen (Percichthyidae).

## Soort
- Nannatherina balstoni Regan, 1906